# Мітакі Валерій Валерійович
Валерій Валерійович Мітакі (1992—2023) — солдат збройних сил України, учасник російсько-української війни.

## Життєпис
Народився 13 лютого 1992 року в селі Бендзари Одеської області. 
Був військовослубовцем батальйону «Арей».
Загинув 7 червня 2023 року поблизу населеного пункту Нескучне Волноваського району Донецької області.

## Нагороди
- Орден «За мужність» III ступеня[1].